# Кра (Лот)
Кра (фр. Cras) насеље је и општина у јужној Француској у региону Миди Пирене, у департману Лот која припада префектури Каор.
По подацима из 2011. године у општини је живело 93 становника, а густина насељености је износила 9,1 становника/km². Општина се простире на површини од 10,22 km². Налази се на средњој надморској висини од 317 метара (максималној 383 m, а минималној 170 m).

## Демографија
| 1962. | 1968. | 1975. | 1982. | 1990. | 1999. | 2011. |
| ----- | ----- | ----- | ----- | ----- | ----- | ----- |
| 80    | 93    | 84    | 70    | 62    | 70    | 93    |

График промене броја становника у току последњих година